# Mât de misaine

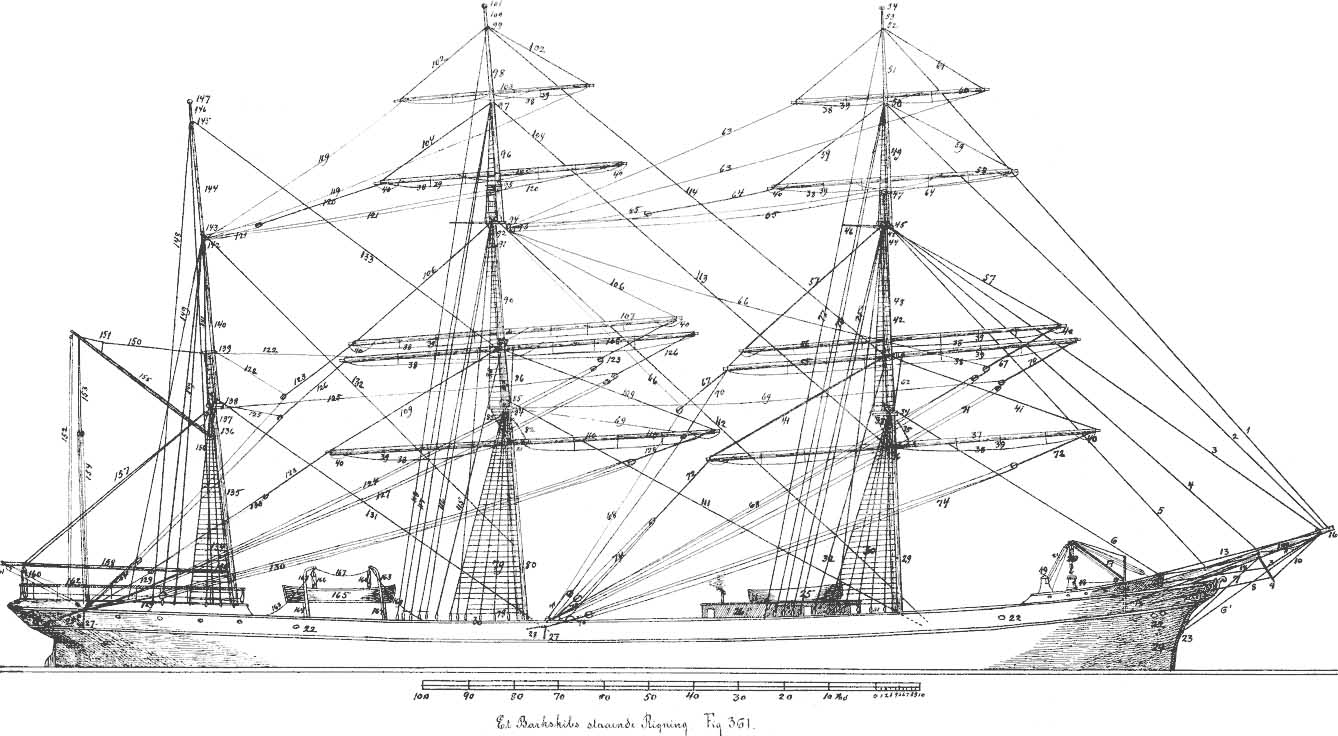
Le mât de misaine est le mât plus petit à l'avant d'un voilier à deux mâts et plus.

Le mât de misaine (foremast en anglais) est le mât à l'avant d'un voilier, devant le grand-mât. Il porte une voile basse principale appelée misaine ou voile de misaine (gréements carrées ou auriques).
Le mât de misaine est moins haut que le grand-mât, même si parfois les hauteurs peuvent être presque équivalentes.

## Étymologie et sémantique
Le mât porte le nom de sa voile principale. Misaine, vient de l'italien mezzana à la première moitié du XIVe siècle qui veut dire "milieu". L'origine de terme ne désigne pas la position actuelle de la voile située à l'avant. Cette différence s'explique historiquement : la voile centrale des caraques médiévales à trois mâts s'appelait "misaine" (mezzana). Sur ces navires un mât fut supprimé dans les flottes françaises et britanniques. Les français considérant que c'était le mât avant des caraques qui avait été supprimé, le mât de misaine étant désormais à l'avant, les anglais et d'autres pays, considèrent que c'était le mât arrière des caraques qui avait été retiré, le mât de misaine étant désormais à l'arrière. Lors du retour massif des gréement à trois mâts au cours du XVIIe siècle, l'appellation dans chaque pays fut conservée, donnant lieu à des confusions sémantiques.
Il existe ainsi des faux amis avec d'autres langues : mesana en espagnol, mizzen en anglais, mezzana en italien, ou mesanmast en suédois désignent ainsi le mât implanté en arrière du grand mât, celui que l'on appelle en français mât d'artimon. Le terme anglais pour mât de misaine est foremast.

## Description

### Position de mât définissant la typologie d'un navire.

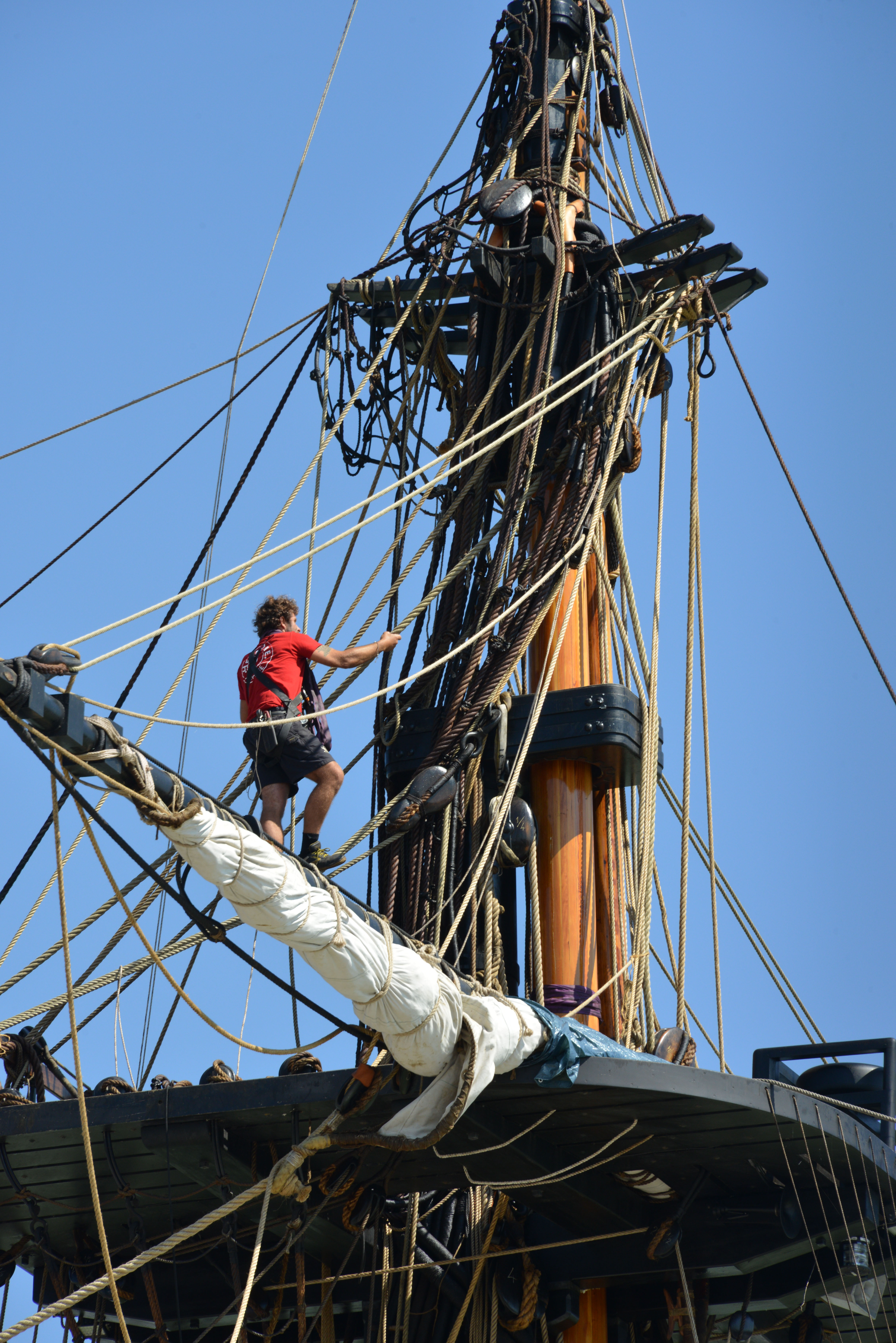
Mât de misaine de l'Hermione.

Le mât de misaine se situe à l'avant d'un navire, devant le grand-mât : 
- Sur un voilier à deux mâts, le mât avant est appelé mât de misaine s'il est le plus petit (cas des bricks, goélettes, etc.). Dans le cas où le mât le plus grand est situé à l'avant, il n'y a pas de mât de misaine mais un grand-mât (avant) et un mât d'artimon (arrière) : C'est le cas notamment des ketchs.
- Sur un trois-mâts ou un navire à plus de trois mâts, le mât de misaine est toujours le mât le plus à l'avant.

### Voilure (gréements carrés et auriques)
Il porte une voile principale à sa base, appelée misaine ou voile de misaine (gréements carrées ou auriques). 
Pour les gréements auriques les voiles hautes du mât s'appellent des flèches, pour les gréements carrés, les voiles hautes, si elles existent se nomment de bas en haut : hunier, perroquet, cacatois, contre-cacatois.